# Murtin-et-Bogny
Murtin-et-Bogny é uma comuna francesa na região administrativa de Grande Leste, no departamento das Ardenas. Estende-se por uma área de 7,11 km². Em 2010 a comuna tinha 192 habitantes (densidade: 27 hab./km²).